# Rodrigo Aguilar Martínez
Rodrigo Aguilar Martínez (Valle de Santiago, Guanajuato, México, 5 de marzo de 1952) es un obispo católico y profesor mexicano.

## Biografía
Nació el 5 de marzo de 1952 en el municipio mexicano de Valle de Santiago, que está situado en el Estado de Guanajuato.
Ya de joven ingresó en el Seminario Arquidiocesano de Morelia, donde realizó su formación eclesiástica. Finalmente el día 25 de julio de 1975 fue ordenado sacerdote, por el entonces Arzobispo Monseñor Estanislao Alcaraz y Figueroa.
Luego se trasladó durante un tiempo a la ciudad de Roma (Italia), donde se licenció en Ciencias de la educación por la Universidad Pontificia Salesiana (UPS).
Durante su ministerio sacerdotal, ha ejercido de secretario del Arzobispo de Morelia, profesor en el seminario arquidiocesano, secretario del consejo presbiteral, Rector del Santuario de San José, Director Espiritual de los seminaristas de filosofía, así como asistente de Encuentros Matrimoniales.
El 28 de mayo de 1997, Su Santidad el Papa Juan Pablo II le nombró como Primer Obispo en la historia de la que fue recién creada Diócesis de Matehuala.
Pudo ser consagrado el 31 de julio de ese mismo año, por el entonces Nuncio Apostólico en el país Monseñor Justo Mullor García. Sus co-consagrantes fueron el entonces -Arzobispo de Morelia el Cardenal Alberto Suárez Inda y el entonces Arzobispo de San Luis Potosí Monseñor Arturo Antonio Szymanski Ramírez.
Posteriormente el 28 de enero de 2006, el Papa Benedicto XVI le nombró Obispo de Tehuacán, en sucesión de Monseñor Mario Espinosa Contreras.
De manera reciente, el 3 de noviembre de 2017 fue nombrado por el Papa Francisco como nuevo Obispo de San Cristóbal de las Casas, en sucesión de Monseñor Felipe Arizmendi Esquivel que ha renunciado.